# Bureau of East Asian and Pacific Affairs

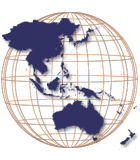

Nel governo degli Stati Uniti, la Bureau of East Asian and Pacific Affairs (in origine l'Ufficio degli Affari cinesi) fa parte del Dipartimento di Stato degli Stati Uniti d'America e ha il compito di consigliare il Segretario di Stato degli Stati Uniti d'America e il Sottosegretario di Stato per gli Affari Politici in materia della regione Asia-Pacifica, e regolarsi con la politica estera degli Stati Uniti e le relazioni degli Stati Uniti con i paesi in quella zona. È presieduto dal sottosegretario di Stato per gli affari dell'Asia orientale e Pacifico, che riporta al Sottosegretario di Stato per gli affari politici.